# Торговля в Петрозаводске
Торговля в Петрозаводске — процесс, связанный с куплей-продажей материальных ценностей в границах города Петрозаводска.

## История
Хотя при основании поселения Петровской слободы в 1703 году на территории нынешнего Петрозаводска прежде всего учитывалось его оборонное и промышленное значение, месторасположение города оказалось перспективным для развития торговли.
В XVIII веке торговля представляла собой, главным образом, казенное снабжение заводскими властями работников Петровских заводов — по воде привозились продукты питания, в первую очередь хлеб и мука, а также вино, соль, и распределялись из амбаров и магазейнов населению
Снабжение города товарами происходило, главным образом, по воде, и обороты торговли зависели от навигации — зимой она затухала.
В 1770-х годах появляются торгующие крестьяне-маркитанты — с разрешения Канцелярии Олонецких Петровских заводов они торговали в лавках съестными припасами.

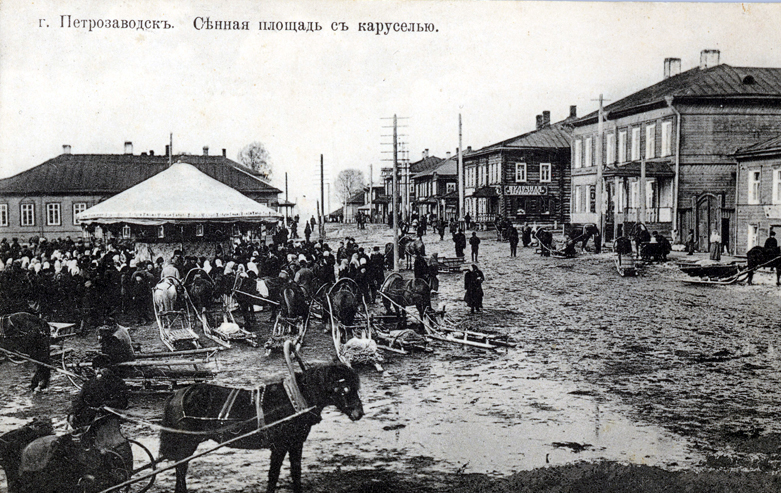
Сенная площадь. Справа видна булочная.

К концу XVIII века в городе появляются рынки и базары (Летний рынок на Общественной пристани, Зимний рынок на Подгорной площади), проводятся ежегодные ярмарки, на которых продаются продукты питания и ремесел, а также скот. Крупнейшие ярмарки три раза в год проводилась на Сенной (Торговой) площади.

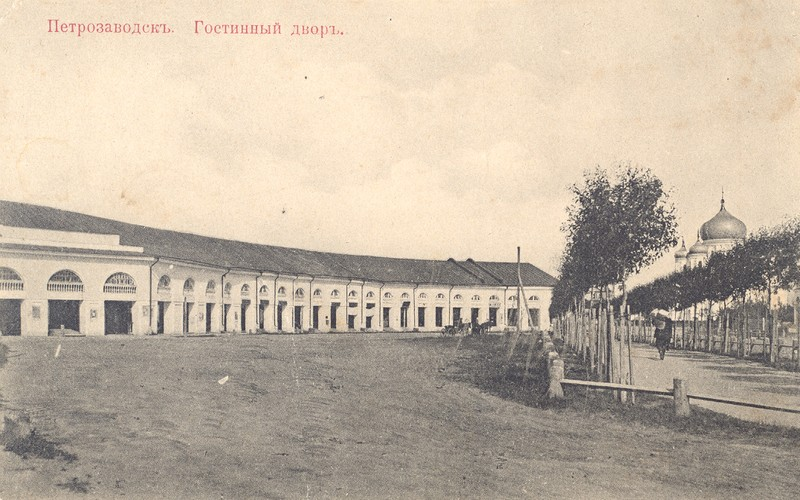
Гостиный двор

В 1790 году по проекту архитектора Ф. Крамера на центральной площади города был построен Гостиный двор, на долгое время ставший центром торговли в Петрозаводске (разрушен в годы Великой Отечественной войны). В XIX в качестве продолжения гостиного двора были построены Новые ряды на Сенной площади (не сохранились).

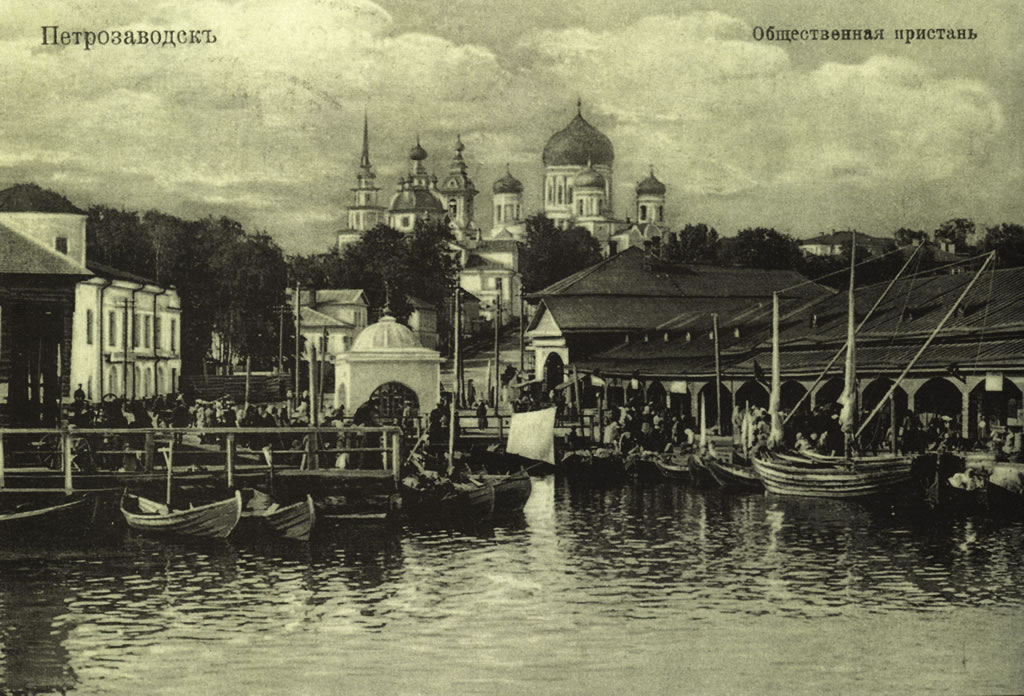
Летний рынок на Общественной пристани

К этому времени в городе появляется слой купечества и торгового крестьянства — в связи со спецификой города сословие купцов было первоначально немногочисленным, выделялись династии купцов Пименовых, Пикиных, Леймановых, Серого, Тиккоевых, которые играли важные роли и в общественно-политической жизни города

В XIX веке начинает происходить специализация торговых заведений — появляются булочные, кондитерские, книжные магазины (в 1895 году появляется книжный магазин А. М. Мазилова и Книжные земские склады).
В 1872 году начинает свои действия Петрозаводское общество потребителей, давшее начала городской кооперации, в том числе в торговле. Общество действует до 1887 г.. Возрождено в 1901 г.. В 1916 г. создается ряд других потребительских обществ- общество потребителей на Александровском горном заводе, 2-е Петрозаводское всесословное общество потребителей, и ряд других, в советское время преобразованныз в Петрозаводский райсоюз.
После Октябрьской революции постепенно предприятия торговли национализируются. Появляются так называемые советские магазины и ларьки крупных торговых объединений — «Карелгорта», «Торгсина», «Гастронома»
Кроме того существуют и ведомственные торговые предприятия — заготовительные рабочие комитеты, превратившиеся в отделы и управления рабочего снабжения крупнейших предпритяий города — отделения железной дороги, пароходства, Онежского завода, министерства лесного хозяйства, Военторга-610 и других.
В городе действуют рынки: на пристани, Зарецкого, Первомайского колхозного и Центрального, к 1960-м годам остаётся один — Центральный.
В 1955 году в городе появляются первые магазины самообслуживания, которые на время исчезают в 1990-х годах, а потом снова приобретают популярность.
Торговля контролируется Городским торговым отделом горисполкома.
В 1936 году продконторой Карелгорта открываются первые специализированный фруктово-овощной и детский магазины
В 1930-х годов сеть магазинов охватывает все районы города. Неоднократно, в 1930-е, 1940-е и 1980—1990-е годы определенное количество товаров продается по карточной системе.
В 1967 году в городе открыт зоомагазин, в 1977 г. он переехал на существующее место.

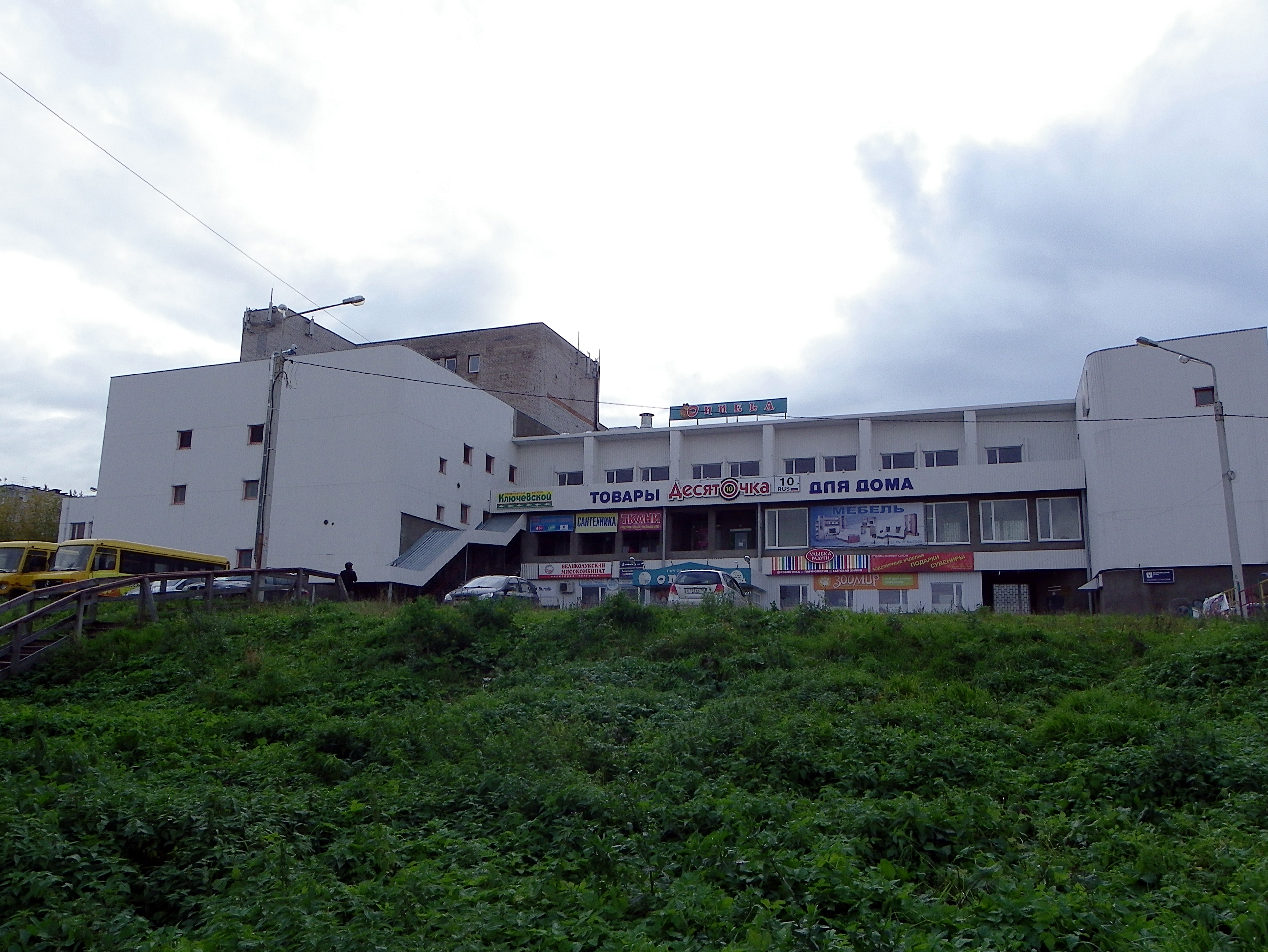
Торговый центр «Десяточка» в Петрозаводске

К 1980-м годам в городе действуют два крупных универмага — «Детский мир» и «Карелия», специализированные магазины ювелирный «Кристалл», «Автозапчасти», «Комиссионный», рыбный «Онего», промтоварный «Северянка», «Подарки», «Рабочая одежда», «Спорттовары-Фототовары», «Чайка», «Юбилейный», «Ткани», «Товары для женщин», «Товары для мужчин», «Электротовары», «Интерьер», «Мелодия», «Игрушки», «Музыкальные товары» а также магазины торговых объединений «Промтовары» (более 55) «Продтовары» (первоначального «Горпищеторг») (более 100), Книготорга (более 16), «Союзпечати», «Цветы», «Мебель», Горплодоовощторга (около 40), ГорПО (более 10), общества охотников и рыболовов, а также для обслуживания отдельных групп населения.
Открываются универсамы — № 1 «Кемский» на Ключевой, № 2 «Ритм» на Кукковке, № 3 «Меркурий» на Древлянке, «Неглинский» на Перевалке.
В местах большого скопления людей действуют автоматы по продаже газированной воды, пива, кваса, газет, абонементных билетов.
.
В конце 1980-х-1990-х годов происходит разгосударствление торговых организаций, приватизация старых и организация новых частных торговых точек, появление большого количества ларьков и торговых павильонов.
С конца 1980-х годов рождаются городские торговые сети, в том числе такие как: «Лотос» (1989 год), «Ленторг» (1993 год), «Онего», «Ариана», «Бородинский». Свои розничные сети имеют молококомбинат «Славмо», петрозаводский хлебозавод «Сампо» и карельский мясокомбинат.
В начале 1990-х и начале 2000-х годов открываются новые рынки: «Голиковский» (проспект Урицкого), «Главный» (Октябрьский проспект), «Соломенский» (Петрозаводское шоссе), «Коробейники» (Ключевское шоссе), «Балтийский» (Балтийская улица), «Ягуар» (Берёзовая аллея), «Мини-рынок» (бульвар Интернационалистов), «Четвёртая Древлянка» (улица Хейкконена), «Ленинградский» (Ленинградская улица), «Чапаевский» (улица Чапаева), «Антоновский» (улица Антонова), «Онежский» (Ключевая улица), «Славянский» (Шуйское шоссе), «Центральный» (второй) (Красная улица), «Кукковский» (Питкярантская улица). В конце 2010-х годов открыт рынок «Новые Ключи» на Нойбранденбургской улице. В городе открыт ряд супермаркетов и минимаркетов.
В 2000-х годах тенденцией является упорядочение торговли, концентрации её в крупных торговых центрах, ликвидация открытых рынков, мелких торговых точек. В городе открыты крупные торговые центры «Гоголевский», «Древлянский» («Столица»), «Добрыня», «Макс», «Ключевской» («Десяточка»), «Кукковский» («V-маркет»), «ЦУМ», «Максим», «Лотос-гурман», гипермаркеты «ЦСК», «Сигма», «Мега», «Лента». В 2011 году открыты торговый центр «Весна», ТРЦ «Тетрис». В 2012 г. был открыт ТРЦ «Макси», в 2014 — ТРК «Лотос-плаза», в 2016 — гипермаркеты «Лента», «Магнит» на Голиковке, в 2017 — гипермаркет «Леруа Мерлен».

## Современное состояние
В городе в настоящее время существует ряд крупных многофункциональных центров торговли: «Макси», «Тетрис», «Лотос Плаза», гипермаркеты «Сигма», «Магнит», «Лента».
Самым крупным и современным является торгово-развлекательный центр «Макси», который расположен в центре Петрозаводска, на проспекте Ленина — центральной магистрали города. Торгово-развлекательный центр имеет региональное значение и ориентирован на проведение досуга всей семьей. В торговой галерее расположены брендовые магазины одежды, обуви, кожгалантереи, аксессуаров, магазины ювелирных украшений и подарков. Крупнейшие операторы в объекте — продовольственный гипермаркет «Перекрёсток», гипермаркет бытовой техники и электроники «М.Видео», супермаркет спортивных товаров «Спортмастер», супермаркет товаров для детей «Acoola», и «Детский мир», магазины косметики и парфюмерии «Рив Гош» и «Л'Этуаль». Развлекательная составляющая представлена многозальным кинотеатром «Мираж Синема». Заведения общественного питания представлены фуд-кортом на четыре концепции, ресторанами быстрого обслуживания «Вкусно — и точка», «Burger King», рестораном «Каудаль» и кафетериями.
Рынки под открытым небом («Голиковский», «Главный», «Чапаевский», «Ягуар») постепенно были перестроены в торговые центры.
Федеральные торговые сети: «Магнит», «Лента», «Пятёрочка», «Первым делом», «Светофор», «Перекрёсток», «Вкусвилл», «Fix Price», «Красное&Белое».
Местные торговые сети: «Лотос», «Ленторг», «Бородинский», «Зодиак», «Наш магазин».
Одежда и обувь: «Глория Джинс», «New Yorker», «Ecco», «Nike», «OGGI», «Reebok», «Sela», «Tom Farr», «ZENDEN», «Снежная Королева».
Парфюмерия: «Ив Роше», «Л’Этуаль», «Рив Гош».
Бижутерия и аксессуары: «Sunlight», «АДАМАС».
Салоны сотовой связи: «Евросеть», «Связной», «МТС», «Мегафон», «Tele2», «Билайн», «Yota», «Хорошая связь».
Электроника и бытовая техника: «DNS», «М.Видео», «Эльдорадо», «Ситилинк».

## Мини-рынки
До марта 2015 года на Голиковке действовал мини-рынок «Голиковский универсальный».